# Mildred Trouillot
Mildred Trouillot-Aristide (* 1963) ist eine haitianisch-US-amerikanische Rechtsanwältin und ehemalige First Lady Haitis.

## Biografie
Mildred Trouillot wuchs in Bronx auf. Sowohl ihr Vater Emile, als auch ihre Mutter Carmelle, stammten aus Haiti. Ihr Vater arbeitete als Fabrikant, während ihre Mutter als Laborantin tätig war. Mildred machte ihren Abschluss an der St. Barnabas High School, am City College of New York sowie an der University of Pennsylvania Law School. Danach war sie als Rechtsanwältin für Handelsrecht in der Kanzlei Robinson, Silverman, Pearce, Aronsohn und Berman in Manhattan aktiv. Sie lernte ihren späteren Ehemann Jean-Bertrand Aristide bei einer Rede kennen, die er 1992 hielt. Ab 1994 arbeitete sie für Aristides Exilregierung in Washington, D.C. als Redenschreiberin und erledigte auch juristische Aufgaben. Mildred und Jean-Bertrand heirateten am 20. Januar 1996 in Port-au-Prince. Es war eine umstrittene Ehe. Aristide wurde zum Präsidenten gewählt, während er ein katholischer Priester war, und hatte das Priesteramt aufgegeben, als er Mildred heiratete. Das Paar bekam zwei Töchter: Christine Aristide (* 1996) und Michaelle Aristide (* 1998).